# Cycnia collaris
Cycnia collaris là một loài bướm đêm thuộc phân họ Arctiinae, họ Erebidae.